# 富爾島
富爾島是丹麥的島嶼，位於薩靈半島北面的利姆海峽，由中日德蘭大區負責管轄，面積22.29平方公里，最高點海拔高度76米，2012年人口842。
56°50′N 9°01′E / 56.833°N 9.017°E

## 外部連結
- Fursund turistinformation (in English)
- （页面存档备份，存于） News about Fur - FurNyt